# Tim Vincken
Tim Vincken est un footballeur néerlandais né le 12 septembre 1986 à Berkel en Rodenrijs aux Pays-Bas. Il évolue comme attaquant.

## Palmarès
Néant